# Svetla Koleva
Svetla Koleva (Bulgaria, 25 de febrero de 1952) es una atleta búlgara retirada especializada en la prueba de 800 m, en la que consiguió ser subcampeona europea en pista cubierta en 1981.

## Carrera deportiva
En el Campeonato Europeo de Atletismo en Pista Cubierta de 1981 ganó la medalla de plata en los 800 metros, con un tiempo de 2:01.37 segundos, tras la alemana Hildegard Ullrich y por delante de su paisana búlgara Nikolina Shtereva.